# Star Sweep
Star Sweep est un jeu vidéo de puzzle développé par Axela et édité par Namco en 1997 sur System 11. Il a été porté sur PlayStation et Game Boy.

## Système de jeu
Le gameplay est similaire à celui de la série Puzzle League, mais avec un contrôle plus traditionnel de type Tetris où les pièces tombent du haut de l'écran.
Les pièces sont de trois couleurs : rouge, jaune et bleu. Les pièces ont généralement une étoile à une extrémité ou, parfois, une étoile à deux extrémités. Le but du jeu est d'éliminer les blocs du terrain de jeu en associant les étoiles des blocs de même couleur. Les joueurs sont récompensés lorsqu'ils créent des combinaisons (appelées « liens ») d'éliminations de pièces. Le jeu se termine lorsque le niveau de la pièce d'un joueur atteint le haut du terrain de jeu et n'est pas éliminé au bout de trois secondes.
Le mode « histoire » pour un joueur consiste à se déplacer sur une île et à jouer contre des adversaires qui deviennent progressivement plus difficiles. Le jeu consiste à jouer contre 9 adversaires (bien que ce nombre puisse être modifié). Il y a également des activités qui demandent au joueur de se concentrer sur une tâche spécifique dans une limite de temps. Il s'agit notamment d'obtenir un score élevé, un grand nombre de liens, de survivre le plus longtemps possible et de nettoyer un champ en peu de temps.

## Accueil
Au Japon, Game Machine a classé Starsweep dans son numéro du 1er novembre 1997 comme vingt-deuxième jeu d'arcade le plus populaire du mois.
Dans l'Official PlayStation Magazine, Andy Lowe a attribué au titre une note de 7/10, le décrivant comme « un Tetris extra-psychédélique » et « étonnamment addictif, avec de nombreux modes de jeu et des mini-défis inventifs. »